# Mokra (Silezië)
Mokra is een dorp in de Poolse woiwodschap Silezië. De plaats maakt deel uit van de gemeente Miedźno en telt 800 inwoners.